# (541099) 2018 RY9
(541099) 2018 RY9 es un asteroide perteneciente al cinturón de asteroides descubierto el 20 de noviembre de 2003 por el equipo del Lincoln Near-Earth Asteroid Research desde el Laboratorio Lincoln, Socorro, Nuevo México, Estados Unidos.

## Designación y nombre
Designado provisionalmente como 2018 RY9.

## Características orbitales
2018 RY9 está situado a una distancia media del Sol de 2,452 ua, pudiendo alejarse hasta 2,879 ua y acercarse hasta 2,026 ua. Su excentricidad es 0,173 y la inclinación orbital 9,651 grados. Emplea 1403,02 días en completar una órbita alrededor del Sol.

## Características físicas
La magnitud absoluta de 2018 RY9 es 17,1. Tiene 2,083 km de diámetro.